# Bhimpokhara
Bhimpokhara (en népalais : भिमपोखरा) est un comité de développement villageois du Népal situé dans le district de Baglung. Au recensement de 2011, il comptait 3 455 habitants.